# Tomoo Kudaka
Tomoo Kudaka (Prefettura di Osaka, 14 marzo 1963 – 22 settembre 1999) è stato un calciatore giapponese, di ruolo centrocampista.
Scese in campo 36 volte giocando in prima divisione professionistica giapponese.